# Cuisine chilienne
La cuisine chilienne désigne les spécialités culinaires du Chili, issues principalement du mélange des cuisines espagnole et mapuche,. Les plats traditionnels sont entre autres la cazuela, le charquican, les empanadas, le pastel de choclo et le curanto. Au fil du temps, elle a bénéficié d'apports mineurs des cuisines européennes par les immigrants notamment allemands et italiens ; cependant, au XXe siècle, elle a subi une influence importante et marquée de la cuisine française. Ces éléments ont formé ce que l'on appelle la « cuisine créole chilienne », qui se distingue par la variété de ses saveurs, de ses ingrédients et de ses couleurs, résultat de la diversité géographique du pays,, accompagnée de boissons alcoolisées comme le pisco chilien et le vin.
Les plats les plus traditionnels de la cuisine chilienne sont l'ajiaco, les anticuchos, les asados, la calapurca, le cancato, la carbonada, la cazuela, le chapalele, le charquicán, le curanto, les empanadas de pino, les humitas, le milcao, la paila marina, la pantruca, le pastel de choclo, le pastel de papa, le poisson frit, les porotos granados, le pulmay et le tomaticán, entre autres,.
Depuis sa création en 2009, et « pour reconnaître l'histoire gastronomique du Chili et l'alimentation actuelle du peuple chilien », la « journée de la cuisine chilienne » (Día de la Cocina chilena) est célébrée dans le pays tous les 15 avril. 

## Histoire
Avec l'arrivée au Chili des conquistadors espagnols sous le commandement de Pedro de Valdivia, ils ont également apporté les ingrédients qui allaient devenir la base du futur régime créole. Parmi les produits qu'ils apportaient, il y avait du blé, des porcs, des moutons, des poulets et du bétail. Ces ingrédients de base ont été mélangés et ont ainsi donné naissance aux plats les plus typiques du Chili.
Selon les historiens, le menu de l'époque coloniale était très nourrissant. Le premier plat était appelé de residencia, qui pouvait être de la volaille, de la viande ou du poisson. Suivait el guiso abundante (ragoût copieux), de préférence à base de maïs et de pommes de terre. Au début de la colonie, la chuchoca, les humitas, le locro et le pilco sont devenus célèbres. La colonie a également vu naître un goût pour les algues, telles que le cochayuyo et la luche, qui étaient servies avec des œufs durs. Le pain était de trois sortes : tortilla de rescoldo, pain espagnol, avec beaucoup de graisse et de miettes, et pain chilien, aplati et cascarudo,. Enfin, des fruits, notamment des fraises et des lucumas, étaient servis en dessert. Le déjeuner et le repas se terminent par une eau aux herbes. Au XVIIe siècle, les religieuses ont donné un grand élan à la cuisine coloniale chilienne. C'est l'origine de presque toutes les confiseries de la cuisine chilienne.

## Patrimoine culinaire

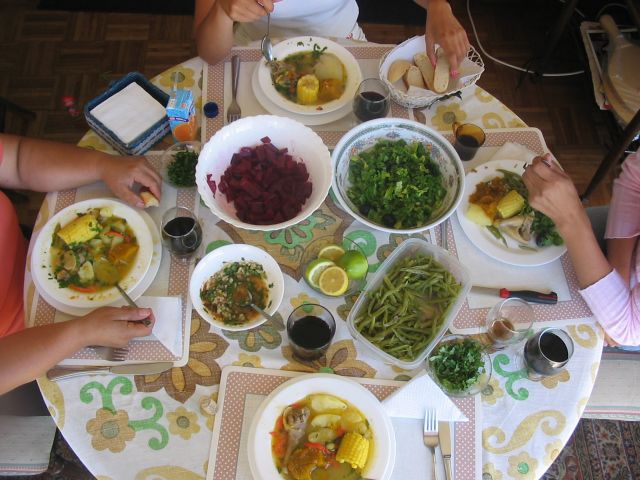
Table chilienne avec diverses salades.

Le patrimoine culinaire créole se transmettait de génération en génération au moyen de recettes conservées dans des carnets ou des fiches, qui restaient pendant des années le secret des différentes familles, jusqu'à ce que quelqu'un les compile en volumes et les publie. Au milieu du XIXe siècle, les vieilles recettes des religieuses et des familles commencent à être rédigées dans les presses à imprimer, ce qui deviendra la base des textes qui compilent la gastronomie nationale au fil du temps.
L'histoire nous apprend qu'au milieu du même XIXe siècle, lorsque les premiers volumes de recettes culinaires importantes ont été publiés, plusieurs livres de recettes sont apparus à Santiago et à Valparaíso - notamment Ciencia gastronómica. Recetas de guisos y potajes para postres (1851), d'Eulogio Martín, et Libro de las familias (1876), qui étaient des publications contenant des manuels de cuisine, d'économie domestique, de pâtisserie, de confiserie et deux curieux manuels de santé et de blanchissage.
À la fin du XIXe siècle, le Chili a été défini comme le « pays classique de l'arrollado, des pequenes, des bons haricots avec des pousses d'oignon et du piment en gousse, du charquicán et du chanfaina », soulignant à la fois l'exubérance et la simplicité de la gastronomie chilienne.

## Plats
- La cazuela : bouillon de légumes, pommes de terre, maïs, coriandre et poulet, souvent servie en plat chaud et parfois en entrée.
- Les humitas : purée de maïs cuite à la vapeur dans une feuille de maïs.
- Les porotos granados : à base de haricots, potiron, maïs, oignons.
- Le curanto al hoyo : plat typique de l'île de Chiloé. Il s'agit d'un plat de moules, coques, saucisses, lard, poulet, chapalele, pomme de terre, etc., cuit au sol sur des pierres chauffées à l'étouffé sous de grandes feuilles (pour la version al hoyo) ou à la cocotte (pour la version en olla).
- Le cancato : plat de l'île de Chiloé, il s'agit de filets de poisson couverts de fromage, de tomate, d'oignon et de saucisses.
- La chorillana : plat de pommes de terre frites dans lequel on ajoute différents types de viandes et d'autres ingrédients comme des œufs ou des oignons frits.

### Viande
- L'ajiaco : soupe avec de la viande grillée.
- Le chairo : plat traditionnel du peuple aymara.
- Les empanadas : chaussons fourrés avec des farces salées. Le classique dit al pino contient un mélange de bœuf en fines lamelles, oignons, olive, œuf et raisins secs.
- Le pastel de choclo : une espèce de hachis parmentier avec, à la place des pommes de terre, une sorte de polenta de maïs (choclo). La farce est constituée de plusieurs viandes (bœuf, poulet), des raisins et des oignons.
- Pastel de papa : sorte de hachis parmentier mais avec des olives noires, des oignons, des raisins, des épices et des morceaux de poulet.
- Le completo : sorte de hot-dog dont la base se compose d’un pain de forme allongée et d’une saucisse au milieu avec des variations dans les ingrédients (avocat, tomates, choucroute, mayonnaise, moutarde, ketchup).

### Fruits de mer
- Deux poissons typiques :

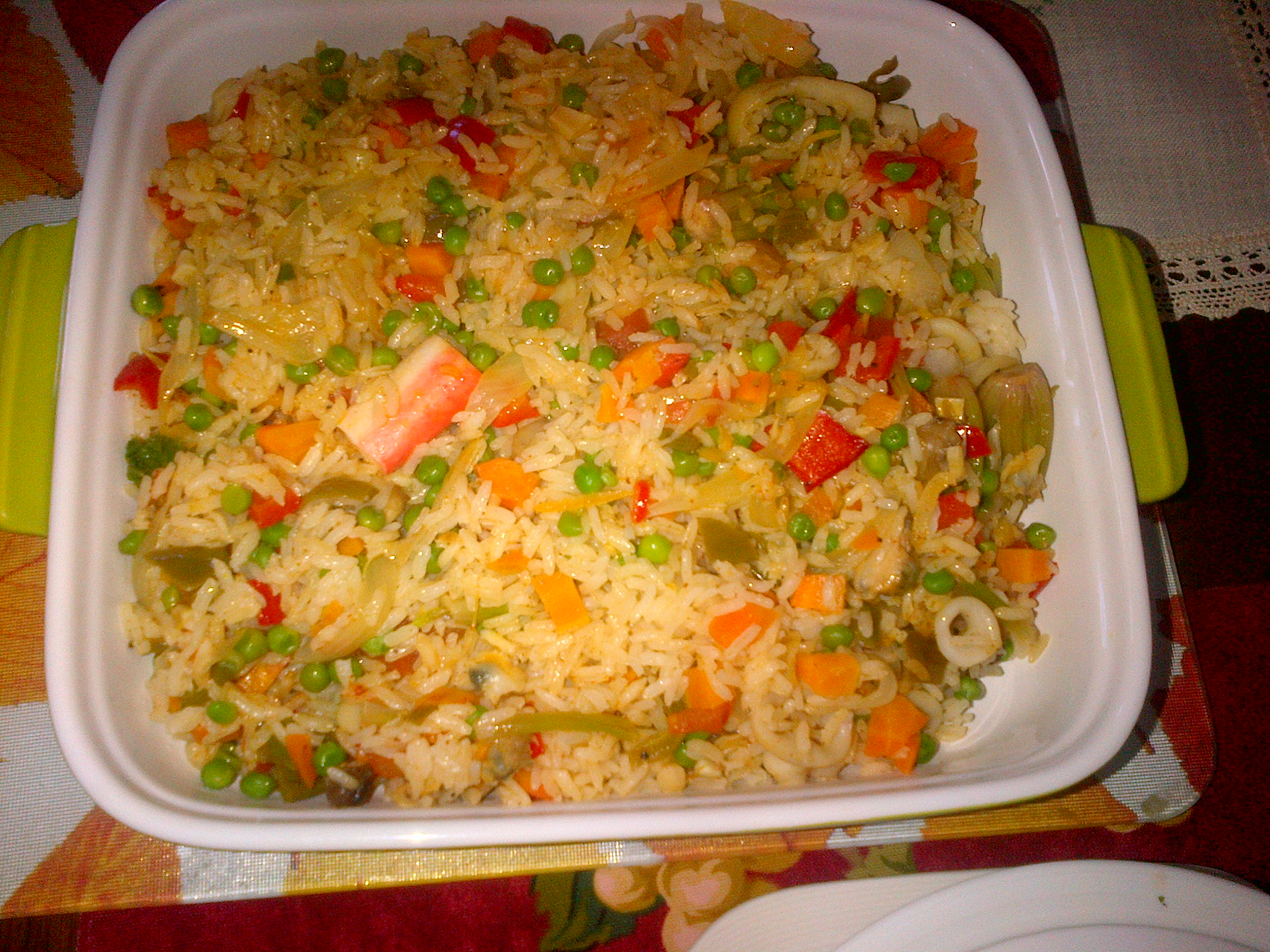
L'arroz a la valenciana est un plat chilien à base de riz, de fruits de mer et de légumes similaire à la paella, mais sans safran. Sans fruits de mer, on parle de arroz a la jardinera.

  - le congrio, qui n'a rien à voir avec le congre européen ;
  - la corvina, sorte de grosse daurade.

- Fruits de mer : 
  - coquilles Saint-Jacques (pétoncle chilien) ;
  - locos (mollusque chilien proche de l'abalone) ;
  - machas (mollusques proches des couteaux) ;
  - moules (cholgas, choro, chorito).
- Des algues : cochayuyo, luche, ulte.

## Pains, desserts et sucreries
- Le hallulla, pain non levé.
- Le marraqueta, pain.
- Le pan de Pascua, cake aux fruits préparé pour Noël.
- Le miel de palmier produit grâce à la sève mellifère du cocotier du Chili (région centrale de Cocolan).
- Chapalele
- Galletas con chocolate

## Boissons
- Le mote con huesillo est une boisson rafraîchissante, à base de pêche séchée et de blé cuit.
- Le pisco : alcool dont la paternité est revendiquée par le Chili et le Pérou, fait à partir de raisin et assez fort (il varie de 30° à 45°). Souvent servi en Pisco sour avec du sucre, du citron de la glace pilée et un doigt de blanc d'œuf ou en Piscola contraction de Pisco et Coca-Cola.
- la liqueur de calafate est obtenue par la transformation du fruit de l'arbuste de calafate, endémique de la Patagonie argentine et chilienne, et d'une partie du sud du Chili.
- Le cola de mono est une boisson traditionnellement servie pendant la période de Noël. Elle est réalisée à base de lait, d'eau-de-vie, de clou de girofle, de café, de vanille et de cannelle.
- La licor de oro est une liqueur réalisée quasi exclusivement dans la commune de Chonchi, sur l'île de Chiloé. Elle est réalisée à partir de lait et d'eau-de-vie, filtrée pendant plus d'une semaine. À l'issue de la filtration sont ajoutés du safran et du zeste de citron. Son nom vient de sa couleur. Cette liqueur se boit dans de tout petits verres.
- La chupilca est une boisson consommée dans la partie centrale du Chili, en particulier pendant la période de la fête nationale. Elle est réalisée à partir de bière et de farine grillée.
- Le vin : le Chili en est l'un des grands producteurs mondiaux. Le Chili est notamment producteur du carménère, cépage d'origine bordelaise que l'on pensait disparu et qui a été redécouvert en 1991.

## Distinctions
La Olla deleitosa. Cocinas mestizas de Chile, écrit par l'anthropologue Sonia Montecino, a été récompensé comme le meilleur de l'histoire culinaire de l'Amérique latine en 2005 par les Gourmand World Cookbook Awards Cette reconnaissance s'ajoute à celle reçue au Chili en 2004 par le Círculo de Cronistas Gastronómicos de Chile, auquel ont participé des journalistes spécialisés chiliens tels que César Fredes, Daniel Greve et Augusto Merino. D'autre part, Gastronomía Patagonia a été récompensé comme le meilleur numéro gastronomique du monde lors des Gourmand World Cookbook Awards. La cérémonie, qui s'est déroulée le 10 mars 2012 au Théâtre des Folies Bergère à Paris, a attribué cette reconnaissance pour la première fois de son histoire à une publication chilienne. Publié par la maison d'édition Gourmet Patagonia, Gastronomía Patagonia sauve le meilleur de la cuisine du sud du Chili, plus particulièrement dans les régions de Los Ríos et Los Lagos et sur l'île de Chiloé. Il a ainsi réussi à se distinguer parmi plus de 30 000 livres provenant de 163 pays, faisant du Chili le deuxième pays d'Amérique latine à obtenir cette reconnaissance.
En juin 2012, le magazine National Geographic a désigné le marché central de Santiago comme le cinquième meilleur du monde, un lieu reconnu pour sa gastronomie qui préserve le patrimoine culinaire du Chili. De même, dans la liste The World's 50 Best Restaurants de 2017, publiée par le magazine Restaurant, quatre restaurants chiliens figuraient parmi les cinquante meilleurs d'Amérique latine : Restaurante 040 (38e), Ambrosía (33e), 99 (14e) et Boragó (5e) ; ce dernier était également classé 42e parmi les cinquante meilleurs du monde. Son chef, Rodolfo Guzmán, a reçu le prix Chef's Choice en 2015